# Konstanze von Ungarn
Konstanze von Ungarn (tschechisch Konstancie Uherská, * um 1177/1180/1181; † 4. oder 6. Dezember 1240 im Kloster Porta Coeli, Předklášteří) stammte aus der zweiten Ehe des Königs Béla III. von Ungarn mit Agnes von Antiochia, Tochter des Rainald de Chatillon.

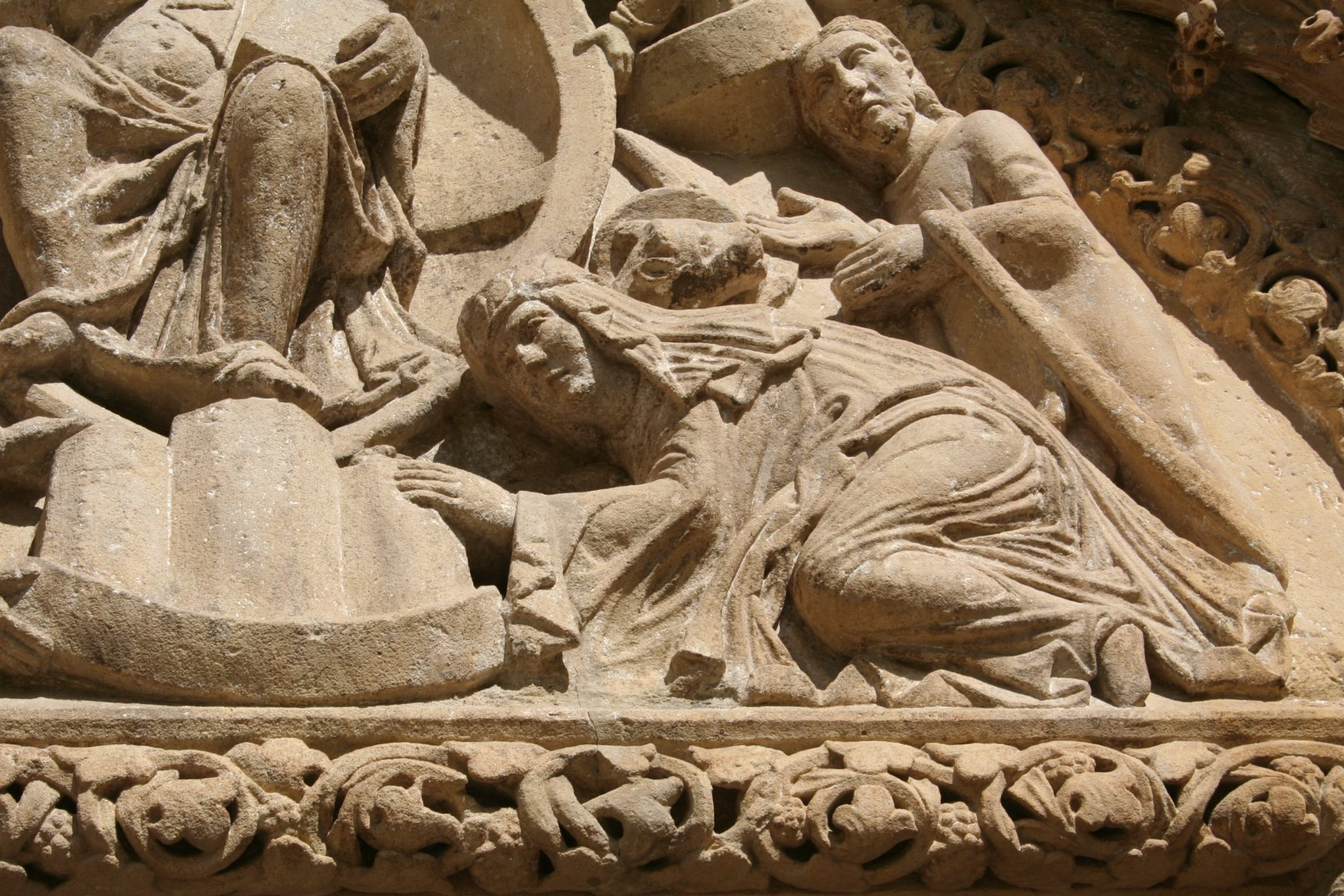
Konstanze von Ungarn, Tympanon, Kloster Porta Coeli

Beim Durchzug des Kreuzzugheeres durch Ungarn 1189 wurde sie mit dem Staufer Herzog Friedrich VI. von Schwaben verlobt, der 1191 aber auf dem Kreuzzug dann an Malaria verstarb.
Sie wurde 1198 zweite Ehefrau des böhmischen Königs Ottokar I. (auch: Otakar, Odacarus) und war rund 25 Jahre jünger als ihr Mann. Mit nicht ganz achtzehn Jahren wurde sie mit dem frisch gekrönten König verheiratet, der zuvor seine Ehefrau Adelheid (auch: Adela), die mit ihren Töchtern noch im Exil in Meißen lebte, verstoßen hatte. Deren Ehe wurde für ungültig erklärt, da das Verwandtschaftsverhältnis im 4. Grade zu nahe sei, Adelheid legte Einspruch ein. Es handelte sich vor allem um eine politische Hochzeit, denn durch sie gewann der König einen neuen Verbündeten. Die böhmische Außenpolitik mischte sich zu dieser Zeit wieder stärker in das europäische Geschehen ein. Der König war gesuchter Verbündeter seitens der Staufer, aber auch der Welfen, die beide um die kaiserliche Krone kämpften.
Der König versprach sich von der Vermählung die Sicherung der östlichen Grenze sowie militärische Hilfe. Die Vorstellungen des Königs gingen auf. Sowohl König Emmerich von Ungarn (1196–1204) wie auch Andreas II. von Ungarn (1205–1235) gehörten die ganze Zeit zu den großen Anhängern des Königs.
Die junge Konstanze hatte es in ihrer neuen Umgebung recht leicht. Die meisten Adligen hatten noch die Herrschaft ihrer Tante Elisabeth in guter Erinnerung. Aus ihrer Ehe gingen neun Kinder hervor. Vor allem die Geburt des ersten Sohnes ließ den König die Kinder aus der ersten Ehe vergessen. 1204 kam es jedoch zur Ehekrise, als Ottokar I. außenpolitische Niederlagen erlitt und der junge Vratislav tödlich verunglückte.
1205 wurde Konstanze von der Burg verwiesen und Adelheid mit ihren Kindern kehrte kurzfristig wieder zurück. In der Zeit der Vertreibung gebar Konstanze jedoch einen weiteren Sohn, den der König nach dem Patron des Landes Václav (Wenzel) 1205 benannte und zu seinem Nachfolger bestimmte. Nachdem die päpstlichen Kurie entschieden hatte, dass die Eheauflösung von Adelheid rechtskräftig war, kam es auf der Burg wiederum zum Wechsel der Ehefrauen. Adelheid musste endgültig Böhmen verlassen und Konstanze wurde rechtmäßige Ehefrau des Königs.

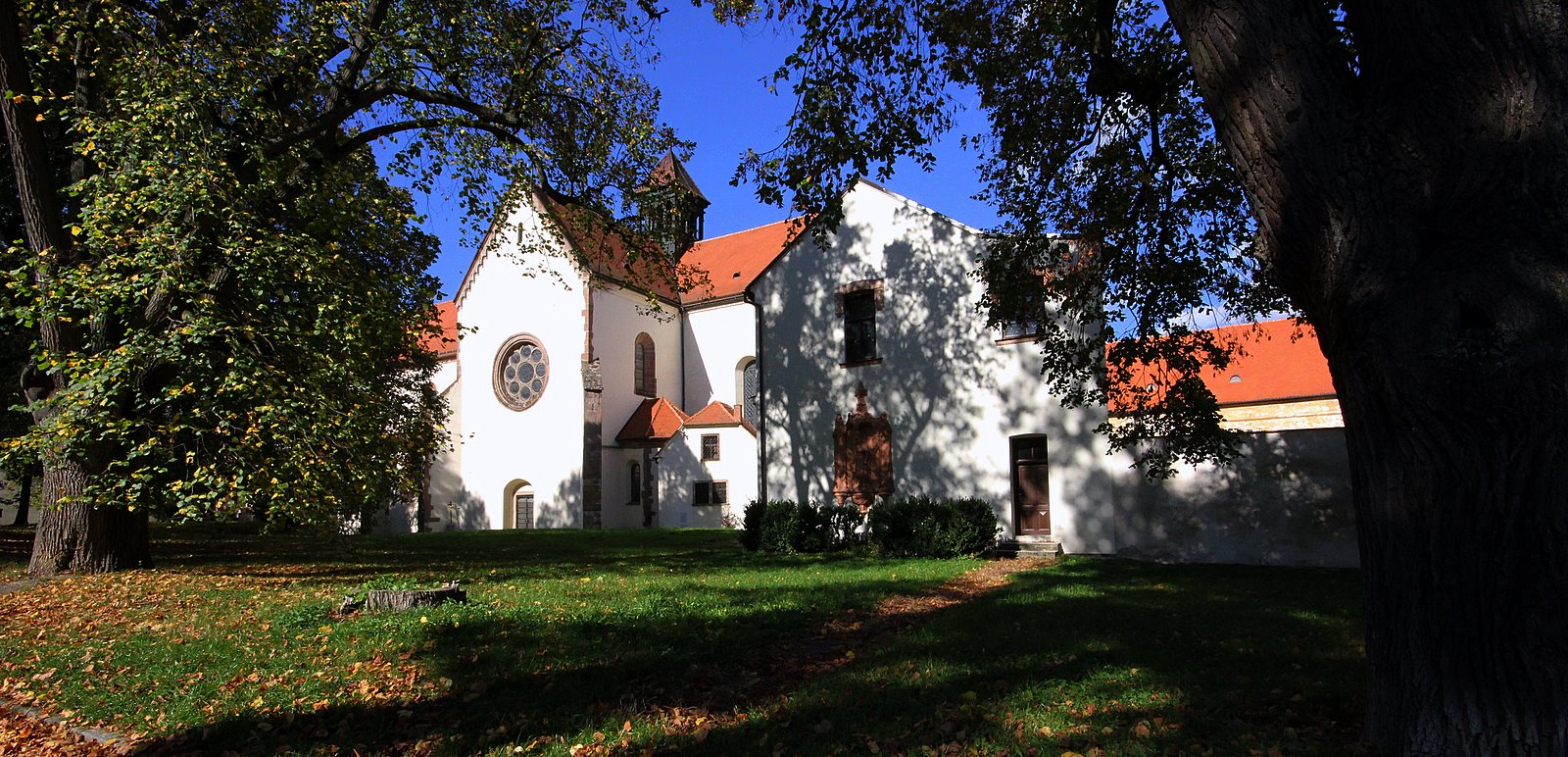
Kloster Porta Coeli

Die Brecislawer (Lundenburger) Provinz in Südmähren wurde im Jahre 1222 der Königin Konstanze zu eigener Verwaltung übergeben. Nach dem Tod des Königs 1230 widmete Konstanze ihre Aufmerksamkeit Mähren. In Předklášteří nahe Tišnov gründete sie 1233 ein Kloster der Zisterzienser, das sie Porta Coeli nannte. Die letzten Lebensjahre verbrachte sie in Abgeschiedenheit in diesem Kloster. Ihr Wunsch, dass dieses Kloster das Mausoleum der mährischen Přemysliden werden sollte, erfüllte sich nicht.

## Nachkommen
- Judith (auch: Jutta), * 1199/1202, † 2. Juni 1230, kirchliche Trauung 1213 mit Bernhard II. Herzog von Kärnten.
- Anna, * 1201/1202/1204, † 23. oder 26. Juni oder 26. August 1265, kirchliche Trauung 1216 mit Heinrich II. von Schlesien (der Fromme), Herzog von Niederschlesien.
- Vratislav, * um 1200, † 1204.
- Agnes, * 1203, † 1211.
- Wenzel I., * 1205, † 23. September 1253, kirchliche Trauung 1221/1224 mit Kunigunde von Hohenstaufen, er wurde noch vor dem Ableben seines Vaters zum König gekrönt.
- Vratislav (auch: Wladislaw), * 1205/1207, † 18. Februar 1227 oder 1228, Markgraf von Mähren.
- Přemysl, * 1209, † 16. Oktober 1239, Markgraf von Mähren, kirchliche Trauung 1234 mit Margaretha von Meran.
- Blažena (auch: Blaschena, Wilhelmina, Vilemína Česká, Guglielma), * 1210, † 24. August 1281 in Mailand, bestattet in Chiavarelle. Sie tauchte zwischen 1260 und 1270 mit einem Sohn in Mailand auf und verstarb dort 1281. Über ihr Vorleben und der Kindheit ist nichts bekannt. Da sie mit einem Skapulier bekleidet beerdigt wurde, war sie vermutlich Zisterzienserin. Möglicherweise lebte sie vor ihrem Erscheinen in Mailand sogar im Zisterzienser-Kloster bei Tišnov in Předklášteří zusammen mit ihrer Mutter.
- Agnes (auch: Anežka Přemyslovna), * 1205/1207/1211, † 2. oder 6. März 1282, wehrte sich gegen Vermählungen, gründete in Prag ein Spital für Arme, ein Kloster der Franziskaner und ein Kloster der Klarissen, wo sie 1234 Äbtissin wurde. Sie bewirkte die Gründung des ersten Klosters der Kreuzherren mit dem Roten Stern, der einzigen böhmischen Ordensgründung. Bis zu ihrem Tod hatte sie großen Einfluss auf den Prager Hof. Ihre Bescheidenheit und Gläubigkeit wurden legendär. Die Seligsprechung von Agnes erfolgte 1874, die Heiligsprechung 1989 (Festtag 6. März).

| Vorgängerin         | Amt                          | Nachfolgerin           |
| ------------------- | ---------------------------- | ---------------------- |
| Adelheid von Meißen | Königin von Böhmen 1198–1230 | Kunigunde von Schwaben |